# Kongur Jiubie
Der Kongur Jiubie (auch Kongur Tiube) ist ein Berg im Pamir im autonomen Gebiet Xinjiang der Volksrepublik China.
Der 7530 m hohe Berg liegt im westlichen Teil des Gebirgsmassivs Kongur Shan im Kirgisischen Autonomen Bezirk Kizilsu. Der Kongur Jiubie liegt 10,52 km westnordwestlich des Kongur. Mit diesem ist der Kongur Jiubie über einen Bergkamm verbunden. Der 6720 m hohe Kongur-Sattel befindet sich zwischen den beiden Gipfeln. Der am Karakorum Highway gelegene Karakol-See liegt 20 km südwestlich des Berges.
Der Kongur Jiubie wurde am 16. August 1956 von einer sowjetisch-chinesischen Expedition unter der Leitung von Jewgeni Belezki erstbestiegen.